# Osaka Stadium
Das Osaka Stadium (jap. 大阪スタヂアム, Ōsaka Sutajiamu), oft auch Ōsaka Kyūjō (大阪球場, „[Base]ballstadion Osaka“) oder nach dem Standort neben dem Bahnhof Namba der Nankai-Eisenbahn Namba Kyūjō genannt, war ein Baseballstadion in Osaka, Japan.

## Geschichte
Entworfen wurde das Bauwerk von dem japanischen Architekten Sakakura Junzō in den 1940er Jahren. Der Grundstein für das Stadion wurde am 9. Januar des Jahres 1950 gelegt. Es wurde nach dem Zweiten Weltkrieg und nach den Luftangriffen auf Osaka auf dem Areal der Tabakplantagen von Anfang Januar bis Anfang September des Jahres 1950 erbaut. Am 12. September 1950 wurde das Stadion eröffnet. Es gehörte der Ōsaka Sutajiamu Kōgyō K.K. (大阪スタヂアム興業株式会社; engl. Osaka Stadium Corporation), an der die Nankai Denki Tetsudō, der auch Bahnhof und Mannschaft gehörten, beteiligt war. Es diente als Heimartspielort der Sportmannschaften Nankai Hawks (1950–1988), den Kintetsu Pearls (1950–1957) sowie den Taiyō Shōchiku [zusammengezogen Yōshō] Robins (1953–1954).
Die Sängerin Madonna begann ihre Who’s That Girl World Tour mit zwei ausverkauften Auftritten in dem Stadion am 14. und 15. Juni des Jahres 1987. Es waren die ersten Konzerte der Künstlerin in Japan. Mit drei ebenfalls ausverkauften Konzerten in der Veranstaltungsstätte beendete Michael Jackson den ersten Abschnitt seiner Bad World Tour vom 10. bis 12. Oktober 1987. Der britische Rockmusiker Eric Clapton beendete gemeinsam mit den Gästen Elton John und Mark Knopfler seine Clapton-Knopfler-Tour am 5. November 1988 in dem Stadion.
Im November des Jahres 1998 wurde das Stadion geschlossen und fing an zu verfallen. Ab dem 3. Februar 2000 begannen die Abrissarbeiten an dem Gebäude, welche Ende desselben Jahres vollendet wurden. Das Baseballstadion wurde durch ein Einkaufszentrum und Bürogebäude, die als Teil des Namba-Parks errichtet wurden, von Anfang 2001 bis April 2007 vollständig ersetzt. Das Nagai Stadium dient als Ersatz für das abgerissene Stadion.